# Cadillac Series 355

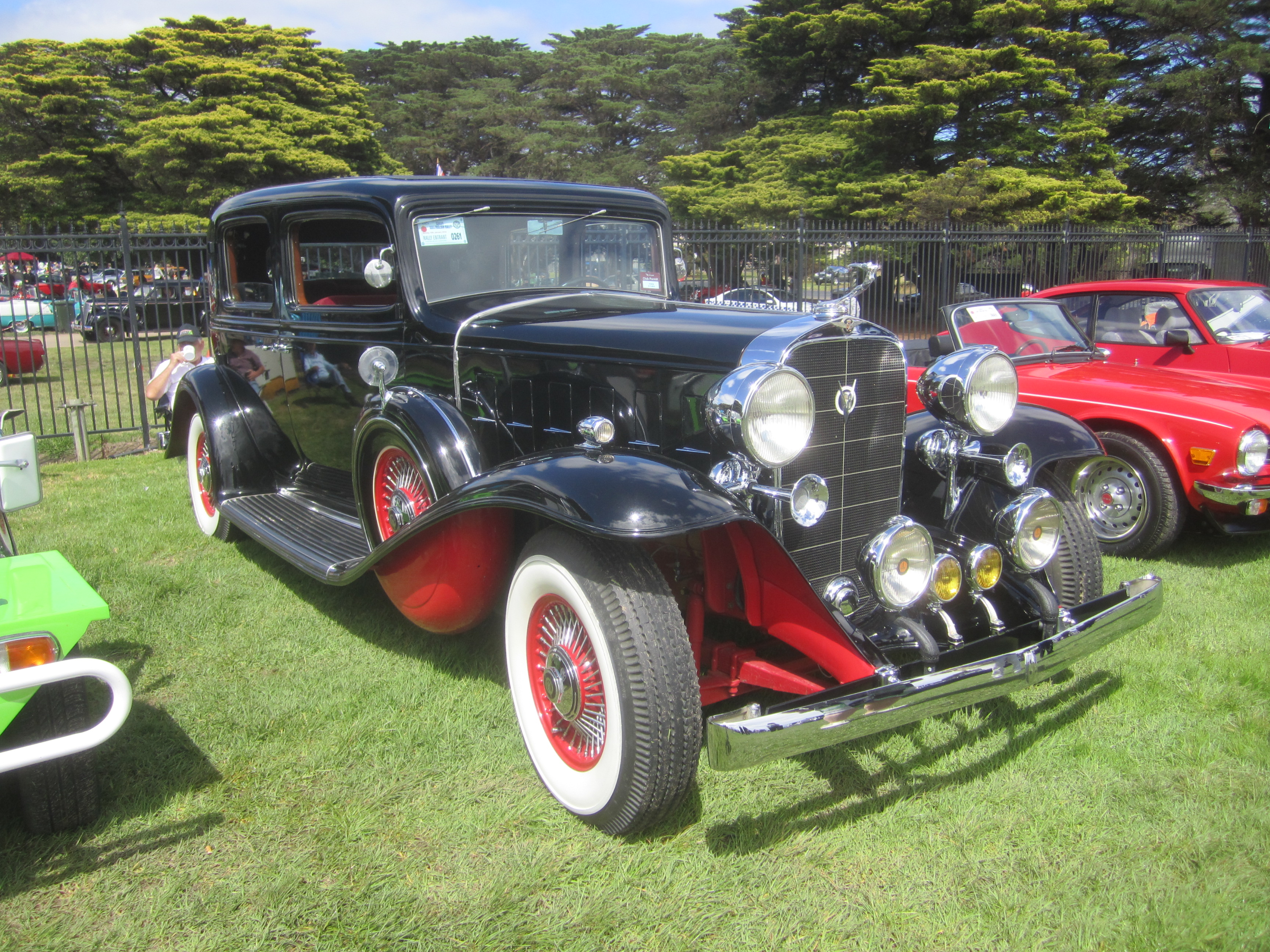
Frontansicht Limousine (1932)

Der Series 355 ist ein von Oktober 1930 bis Ende 1933 gebautes Modell des US-amerikanischen Autoherstellers Cadillac.

## Modellgeschichte
Im Oktober 1930 präsentierte Cadillac als Nachfolger des Series 353 den Series 355, wiederum mit V8-Motor.
Ab Modelljahr 1930 bildete der Achtzylinder-Cadillac nach Erscheinen des Cadillac V16 nur noch das Einstiegsmodell der Marke. Ab 1931 kam mit dem Series 370 dazwischen noch ein Modell mit V12-Motor hinzu.
In technischer Hinsicht basierte der Series 355 auf dem Series 353; allerdings war der Radstand auf 134 Zoll verkürzt. Neuerungen betrafen überwiegend die Karosserien, so lieferte Fisher 6 verschiedene geschlossene Zwei- und Viertürer und Fleetwood 7 offene und geschlossene Aufbauten. Das ausufernde Angebot von Fleetwood-Sonderkarossen, wie es beim Vorgänger üblich gewesen war, gab es für den Achtzylinder nicht mehr. Zusätzlich waren auf einem Radstand von 152 Zoll weiterhin eine Ambulanz und ein Leichenwagen erhältlich.
1932 (Series 355-B) erhielt der 355 eine neue Frontpartie mit kleineren Scheinwerfern sowie ein niedrigeres Dach. Der Rahmen wurde modifiziert, die Synchronisierung des Getriebes verbessert und der Motor mit neuem Vergaser und überarbeiteten Ansaugkrümmern auf 115 PS gebracht. Auf dem Vorjahresradstand von 134 Zoll (340,4 cm) gab es nur noch vier Modelle mit Fisher-Karosserie (Roadster, Coupé, Cabriolet und Standard-Limousine). Wieder eingeführt wurde der längere Radstand (140 Zoll/355,6 cm) des Vorgängers 353, auf dem 9 Karosserien von Fisher und 8 weitere von Fleetwood aufbauten, vom fünfsitzigen Coupé bis zum siebensitzigen Town Cabriolet. Der Radstand der Sonderaufbauten-Ausführungen wuchs um 4 auf 156 Zoll.
An den Modellen 1933 (Series 355-C) trug die 1929 von Harley Earl eingerichtete Art and Colour Section von General Motors, die erste Designabteilung der Autoindustrie, erste Früchte. Die Tendenz weg vom rein Funktionellen und hin zum Effektheischenden trat hier erstmals zutage, ersichtlich etwa an den wuchtigeren, mit Ziersicken versehenen Stoßstangen und den seitlich heruntergezogenen, ebenfalls mit Ornamenten verzierten vorderen Kotflügeln. Wegweisend war zudem die Einführung von Ausstellfenstern für zugfreie Innenraumbelüftung. Trotz gesenkter Preise waren die Verkaufszahlen der Cadillac-Modelle sehr stark gesunken, eine Folge der schrecklichen Wirtschaftskrise, die das Land (und die Welt) nach dem New Yorker Börsencrash im Herbst 1929 erfasst hatte. Im Angebot standen weiterhin Fisher- und Fleetwood-Modelle auf den beiden unterschiedlichen Radständen.
Im Januar 1934 wurde der 355 durch den Series 10/20/30 abgelöst; bis dahin waren vom Series 355 insgesamt 15.517 Stück entstanden.

## Technische Daten
| Daten Cadillac Series 355 (1931–1933) | Daten Cadillac Series 355 (1931–1933) | Daten Cadillac Series 355 (1931–1933) | Daten Cadillac Series 355 (1931–1933) | Daten Cadillac Series 355 (1931–1933) | Daten Cadillac Series 355 (1931–1933) | Daten Cadillac Series 355 (1931–1933) | Daten Cadillac Series 355 (1931–1933) |
| Modelljahr                            | Hubraum (cm³)                         | Leistung (PS)                         | Radstand (cm)                         | Länge (cm)                            | Leergewicht (kg)                      | Preis (US-$)                          | Stückzahl                             |
| ------------------------------------- | ------------------------------------- | ------------------------------------- | ------------------------------------- | ------------------------------------- | ------------------------------------- | ------------------------------------- | ------------------------------------- |
| 1931                                  | 5786                                  | 95                                    | 340,4–386,1                           | ca. 515                               | 2029–2122                             | 2695–3795                             | 10.717                                |
| 1932                                  | 5786                                  | 115                                   | 340,4–396,2                           | 526–541                               | 2100–2333                             | 2795–4245                             | 2700                                  |
| 1933                                  | 5786                                  | 115                                   | 340,4–396,2                           | 526–541                               | 2186–2328                             | 2695–4145                             | 2100                                  |